# King Bee
King Bee è il tredicesimo e ultimo album del cantante blues Muddy Waters, pubblicato nel 1981 con la Blue Sky.

## Tracce
Tutte le tracce sono scritte da Muddy Waters, eccetto dove indicato.
1. I'm a King Bee – 3:51 (Slim Harpo)
2. Too Young to Know – 4:31
3. Mean Old Frisco – 3:46
4. Forever Lonely – 4:34
5. I Feel Like Going Home – 3:44
6. Champagne & Reefer – 4:37
7. Sad Sad Day – 5:25
8. (My Eyes) Keep Me in Trouble – 3:19
9. Deep Down in Florida – 4:09
10. No Escape from the Blues – 2:08

### 2004 bonus track
1. I Won't Go On – 4:18
2. Clouds in My Heart – 4:18

## Formazione
- Muddy Waters – voce, chitarra
- Bob Margolin – chitarra
- Pinetop Perkins – pianoforte
- James Cotton – armonica in Deep Down in Florida e Clouds in My Heart
- Jerry Portnoy - armonica
- Willie "Big Eyes" Smith – batteria
- Charles Calmese – basso in Deep Down in Florida e Clouds in My Heart
- Calvin Jones – basso
- Johnny Winter – chitarra, produttore